# Christian Scherer
Pour les articles homonymes, voir Scherer.
Christian Scherer (1947-2017) est un ingénieur et haut fonctionnaire français.

## Biographie
Né le 7 août 1947 à Nancy, Christian Scherer est lauréat du concours général de mathématiques (1965), ancien élève de l'École polytechnique (X 1966) et de l'École des mines de Paris, et diplômé d'études approfondies ès probabilités (1968).
Ayant fait l'essentiel de sa carrière dans l'administration, il est à l'origine de deux des plus anciens sites français, Adminet en 1995, puis Evariste.
Il meurt d'un cancer du colon le 18 février 2017 à Versailles.

## Vie personnelle
Né le 7 août 1947 à Nancy, fils de Jean Scherer et de Paule Marie Joséphine née Okinczyk, Christian Scherer vit à Nancy pendant son enfance et le début de son adolescence. Il a un frère Jacques et un demi-frère Roger, né d'un premier mariage de Jean Scherer. Christian Scherer est un descendant d'Alexandre Okinczyk.
Son père, Jean Scherer, est envoyé en Algérie française dans les années 1950 par les PTT dans le cadre du développement du réseau téléphonique. Il emménage dans une tour dans le quartier de Bab El Oued à Alger avec sa femme Paule et ses deux enfants, Christian et Jacques. Au moment de l'indépendance de l'Algérie, la famille Scherer rentre en France et s'installe à Blagnac, en banlieue de Toulouse. Passionné par les mathématiques, il apprend le russe et l'allemand au collège.
Élevé dans le catholicisme, il se tourne vers l'Eglise réformée vers l'âge de 30 ans et devient, avec sa famille, membre de la paroisse de Pessac, puis de Jouy-en-Josas à partir de 1984.
Élève au lycée Pierre-de-Fermat à Toulouse, il obtient son baccalauréat, puis part faire ses classes préparatoires à Paris au lycée Louis-le-Grand. Élève brillant, il est engagé sentimentalement avec Elisabeth Lafforgue qu'il a rencontrée à Blagnac et qui deviendra plus tard son épouse. Il décide aux bouts de deux semaines, avec l'accord de ses professeurs, de sauter la classe de Mathématiques Supérieures et de rentrer directement en classe de Mathématiques Spéciales.
Il entre en 1966 à l'Ecole polytechnique, alors située dans le centre de Paris dans le quartier de la Montagne Sainte-Genevieve. Passionné par les ordinateurs et les télécommunications, il installe avec des camarades le téléphone avec du matériel de récupération dans les chambres de son dortoir.
Marié à Elisabeth Lafforgue en 1968, il a quatre enfants et dix petits-enfants.

## Carrière professionnelle
Christian Scherer a été pour la plus grande partie de sa carrière employé par l'État français en tant qu'ingénieur des mines. Il a occupé différents postes sur le territoire français métropolitain, successivement à Strasbourg, Caen, Bordeaux et Paris. Il s'implique à la fin de sa carrière dans le développement de l'Internet. Il contribue notamment en 2005 à une mission commandée par le Ministère de l'Économie, des Finances et de l'Industrie et conduite par Jean-Michel Yolin.
Dans les années 1980, il fait brièvement un passage dans le secteur privé. D'abord chez Ecopol à Paris pendant deux ans puis au sein d'une société SARL informatique qu'il crée sur fonds privés et qu'il enregistre sous le nom de Logicia au Greffe du Tribunal de Commerce de Versailles.

## Formation et recherche en informatique
Christian Scherer contribue au développement de l'informatique en France depuis les années 1970 jusqu'à sa mort en 2017.
Il travaille dans sa jeunesse sur l'implémentation de différents langages informatiques, notamment en collaborant avec Jean Ichbiah. Il fait partie des premiers utilisateurs de micro ordinateurs en France. Il fait l'acquisition dans les années 1970 d'un micro ordinateur Radio Shack Tandy TRS-80 model 1 puis d'un PET Commodore. Passionné par les algorithmes, il conçoit notamment son propre langage pour lequel il développe par lui-même un compilateur fonctionnant sur microprocesseurs Z80 et 6502. Une particularité intéressante de ce langage est que le compilateur est écrit dans son propre langage et donc en mesure de se compiler lui-même. Il développe un dans son langage un logiciel de comptabilité qu' il essaiera de commercialiser à travers sa société Logicia, sans succès. Il collabore également avec son beau-frère Ernest Rougé, enseignant à Cornebarrieu, dans le domaine des logiciels éducatifs.

## Création des sites Adminet et Evariste
Précurseur dans le domaine de l'Internet, il est à l'origine de, et collabore à, plusieurs initiatives liées au web. Il collabore avec Jean-Paul Basquiat dans les Cahiers de doléances, un forum sur le net. Il lance Adminet en février 1995, un site permettant d'accéder gratuitement à de multiples informations publiques concernant l'administration française telles que le Journal Officiel ,,,. Par la suite, sur décision du premier ministre Alain Juppé, il lance le Evariste, un site web consacré à encourager l'innovation et le transfert de technologies. Ces initiatives ont parfois déclenché des réactions négatives, par exemple de la part d'opérateurs privés tels que OR Télématique qui tiraient des revenus de la mise en ligne de contenus similaires, et l'ont parfois mis en butte à une partie de sa hiérarchie. Sur instruction de sa hiérarchie administrative mise sous pression par OR Télématique, Christian Scherer met le site Adminet brièvement hors ligne en mars 1996,. Le site est remis en ligne grâce à l'intervention parlementaire du sénateur Jean-Marie Rausch le 7 mars 1996. Dans ce contexte, il a pu bénéficier du support régulier de plusieurs de ses collègues de l'administration et de personnalités politiques telles que Franck Borotra et Jean Arthuis.

## Ouvrages
- Les Mémoires d'un logiciel, publié en 1999 aux Éditions du Paradis, Cornebarrieu[22].